# Avenue Q
Avenue Q är en Broadway-musikal från 2003. Musiken och texten är skrivna av Robert Lopez och Jeff Marx, och manuset är skrivet av Jeff Whitty. Musikalen innehåller humoristiska sånger om bland annat rasism, homosexualitet, internetporr och livets svårigheter. Alla roller utom tre gestaltas av dockor i samma stuk som Sesam (Sesame Street). 2004 vann Avenue Q tre Tony Awards, bland annat för bästa musikal.
Flera av rollerna är parodier på rollfigurer från Sesam. Till exempel är Rod och Nicky vuxna versioner av Bert och Ernie.

## Roller
Svenska skådespelare inom parentes.
- Princeton (Jakob Stadell), nyutexaminerad collegestudent, 21 år, som försöker hitta sin mening i livet. Kommer till Avenue Q för att han inte har råd att bo på något bättre ställe.
- Kate Monster (Cecilia Wrangel 2007, Linda Holmgren turné 2008), 23-årig, romantisk, ordentlig tjej som letar efter en pojkvän.
- Rod (Jakob Stadell[4]), rik republikan som inte törs erkänna att han är homosexuell. Rumskamrat med Nicky.
- Nicky (Fredrik Lycke 2007, Linus Wahlgren turné 2008 / Anna Ståhl), Rods rumskamrat som gillar att slappa och försöker få Rod att erkänna att han är bög.
- Trekkie Monster (Fredrik Lycke 2007, Linus Wahlgren turné 2008 / Anna Ståhl), sluskigt monster vars enda intresse är porr.
- Lucy the Slut (Cecilia Wrangel 2007, Linda Holmgren turné 2008), bombnedslag till sångerska som vill få varenda kille i säng (utom Trekkie).
- Gary Coleman (Andreas Österberg), före detta barnstjärna i TV, numera fastighetsskötare på Avenue Q. Baserad på en verklig person.
- Christmas Eve (Maria Kim), invandrare från Japan, psykolog men har inga klienter. Mycket rättfram.
- Brian (Anders Öjebo), Christmas Eves fästman som vill bli komiker.
- Dåliga idéer-björnarna (engelska: Bad Idea Bears, Fredrik Lycke 2007, Linus Wahlgren turné 2008, Anna Ståhl), två söta små björnar som försöker övertala Kate och Princeton att göra dumma saker.
- Frau von Surfitt (engelska: Mrs. Thistletwat, (Anna Ståhl), Kates chef, en bitchig gammal kärring.

## Produktion

### Bakgrund
Avenue Q har beskrivits som "en vuxensaga om ett gäng vänner på den sunkigaste gatan i New York". Den sattes upp i musikalstil – fast med dockor à la Sesam – medan textinnehållet mer är i linje med situationskomedier och nutida storstadsliv. De centrala rollfigurerna är före detta collegestudent (Princeton), godhjärtad slacker (Nicky), republikan som inte kommit ut ur garderoben (Rod), terapeut (Christmas Eve), fästman (Brian), assistent på lekskolan (Kate), storkonsument av Internet-porr och löst inspirerad av Kakmonstret – engelska Cookie Monster (Trekkie Monster), fastighetsskötare och tidigare barnstjärna (Gary Coleman) och kabaréartist (Lucy the Slut).

### Uppsättningshistorik
Avenue Q inledde sin historia på off-Broadway, för att senare samma år kunna flytta över till själva Broadway. 2004 var den dock otippad till att vinna sina tre Tony Awards, i konkurrens med bland annat storsuccén Wicked.
Pjäsen har senare bland annat turnerat runt USA, besökt Las Vegas och olika platser i Storbritannien, och spelades under 2007 i Sverige och Finland. Den svenska premiären på Maximteatern i Stockholm, den 16 februari 2007, var första gången Avenue Q uppfördes på ett annat språk än engelska. Den spelade på teatern till och med april, till halvfulla salonger trots goda recensioner.
Hösten 2008 turnerade Maximteaterns uppsättning Avenue Q med Riksteatern över nästan hela Sverige. Våren 2009 spelades fyra exklusiva föreställningar på Vasateatern i Stockholm. Den svenska versionen var mer vågad än den amerikanska, och exempelvis visades scenen med "docksex" utan ett skyddande täcke.

## Sånger
Akt I
- "Avenue Q-temat"/"The Avenue Q Theme" – Ensemble
- "College är slut och jag tvivlar redan"/"What Do You Do with a B.A. in English?" – Princeton
- "Det är skit att va jag"/"It Sucks to Be Me" – Brian, Kate Monster, Rod, Nicky, Christmas Eve, Gary Coleman och Princeton
- "Om du var gay"/"If You Were Gay" – Nicky och Rod
- "Mening"/"Purpose" – Princeton och ensemble
- "Alla är vi lite rasister"/"Everyone's a Little Bit Racist" – Princeton, Kate Monster, Gary Coleman, Brian och Christmas Eve
- "Internet är för porr"/"The Internet Is for Porn" – Kate Monster, Trekkie Monster och killarna
- "Blandband"/"Mix Tape" – Kate Monster och Princeton
- "Jag har inga kallingar idag"/"I'm Not Wearing Underwear Today" – Brian
- "Special"/"Special" – Lucy the Slut
- "Bara när man älskar får man va hur jävla högljudd man vill"/"You Can Be as Loud as the Hell You Want (When You're Makin' Love)" – Gary Coleman och ensemble
- "Dröm blir verklighet"/"Fantasies Come True" – Rod, Kate Monster, Nicky och Princeton
- "Min flickvän, som bor i Kanada"/"My Girlfriend, Who Lives in Canada" – Rod
- "Det är en tunn, tunn gräns"/"There's a Fine, Fine Line" – Kate Monster

Akt 2
- "Det är skit att va jag (Repris)"/"It Sucks to Be Me (Reprise)" – Princeton
- "Livet pågår utanför dörren"/"There Is Life Outside Your Apartment" -– Brian och ensemble
- "Ju mel man älskal nån"/"The More You Ruv Someone" – Christmas Eve och Kate Monster
- "Skadeglädje"/"Schadenfreude" – Gary Coleman och Nicky
- "Jag längtar tillbaka till college"/"I Wish I Could Go Back to College" -–Kate Monster, Nicky och Princeton
- "Pengalåten"/"The Money Song" – Nicky, Princeton, Gary Coleman och ensemble
- "Monsterskola"/"School for Monsters" – Trekkie Monster och ensemble
- "Pengalåten (Repris"/"The Money Song (Reprise)" – Trekkie Monster och ensemble
- "Det är en tunn, tunn gräns (Repris)"/"There's a Fine, Fine Line (Reprise)" – Princeton och Kate Monster
- "College är slut och jag tvivlar redan (Repris)"/"What Do You Do With a B.A. in English? (Reprise)" – Nykomlingen
- "Just nu"/"For Now" – Kate Monster, Brian, Gary Coleman, Nicky, Rod, Christmas Eve, Trekkie Monster, Lucy the Slut, Dåliga idéer-björnarna, Princeton och ensemble